# Panský dvůr ve Vinoři
Panský dvůr ve Vinoři v Praze stojí na bývalé návsi nedaleko kostela Povýšení svatého Kříže severovýchodně od vinořského zámku, se kterým sousedí a ke kterému náležel. Je chráněn jako nemovitá kulturní památka České republiky; soubor věcí bývalého hospodářského dvora zámku obsahuje budovu s kovárnou, čtyři obytné budovy, sýpku a ohradní zeď s bránou.

## Historie
Panský dvůr byl založen v 18. století. V 19. a 20. století prošel stavebními úpravami. Přibližně v polovině dvora při jeho severovýchodní straně bylo lokalizováno umístění původní tvrze.

## Popis

### Hospodářská budova s kovárnou
Čp. 37 - Hospodářská budova s bývalou kovárnou stojí při severovýchodní straně dvora podélně k Vinořskému náměstí. Přízemní barokní stavba je postavena na podélném půdorysu a kryta původní sedlovou střechou s taškovou krytinou. Má hladce omítaný trojúhelný štít, v nároží s bosáží. Na dvorní fasádě jsou klenuté arkády se zděnými výplněmi. Interiér budovy byl ve 2. polovině 20. století stavebně pozměněn; dochovaly se však klenby - placka na pasech a valené klenby.

### Budova se štíty
Čp. 127, 128, 129 a 144 - Na severozápadní straně dvora stojí přízemní barokní stavba, která byla dodatečně rozdělena na čtyři čísla popisná. Sloužila k bydlení a administrativě.
Původně jedna budova postavená na podélném půdorysu je na obou stranách zakončena štíty. Korunní římsa má původní profilaci. Dům je kryt sedlovou střechou s dochovanou siluetou barokního krovu. Čp. 129 má původní dva vikýře pro shoz sena z 19. století; tento objekt je částečně podsklepen. Štuková výzdoba štítu do Vinořského náměstí je pozdější než barokní – bosáž v nároží, členění fasády lisenovými rámci a ve vrcholu štítu plastický trojúhelník. Štít na opačné straně je v krajích zdobený stupněm s koulí na podstavci a zdvihá se ve zvlněné linii; ve vrcholu má obdobný trojúhelník.
I přes četné stavební úpravy se v interiéru dochovaly klenby – plackové do eliptických pasů, křížové a valené. Okenní výklenky jsou zaklenuté lunetami nebo pětibokými výsečemi. Původní okna se nedochovala a vstupy byly novodobě upraveny.

### Sýpka
Sýpka je umístěna v jižním rohu areálu a je bez čísla popisného. Intaktně dochovaná vysoká barokní stavba mírně předstupuje před okolní stavby v jihozápadní části dvora. Dvorní fasáda má znaky klasicistních úprav – vstupní portál s trojúhelným frontonem či dveře s motivem slunce. V přízemí a na nárožích se dochovaly zbytky bosáže a na fasádě typická obdélná okénka. Jihozápadní fasáda obrácená k zámecké zahradě je členěna lisenami a je kryta dekorativním laťováním. Interiér má dřevěnou konstrukci stropů a schodišť. Za budovou v oplocení zámecké zahrady byla branka (zazděno).

### Brána a ohradní zeď
Ohradní zeď je v severovýchodním rohu dvora přerušena brankou a pilířovou branou, jejíž pilíře mají profilované zakončení. Brána je ohradní zdí spojena s budovami čp. 37 a čp. 127.

### Další stavby
Součástí areálu dvora jsou také další stavby, které nejsou kulturní památkou.
- Drobná stodola (špýchárek) čp. 145 postavená po roce 1840 v severozápadní části vedle čp. 144, která má segmentový vjezd a polovalbovou střechu.
- Přízemní hospodářská budova, doložená již roku 1840 (omítaná, se shozy na seno), která stojí v jihozápadní části dvora.
- Stáje – navazují na hospodářskou budovu. Stavba stájí je z režného zdiva z počátku 20. století, s pozdně secesními štíty s částečně zazděnými okny a se čtyřmi vikýři v zastřešení (prvky industriální architektury).
- Vyšší hospodářská budova s vikýři stojí v severovýchodní části a navazuje na čp. 37. Jedná se o barokní stavbu s pozdně barokní úpravou.
- Původní barokní stodola na jihovýchodní straně dvora je doložená k roku 1840. Na zadní fasádě má dochované zbytky barokních omítek. V západní části budovy je cihelná část z přestavby z 2. poloviny 19. století; z této doby pochází dvorní fasáda se segmentovými vstupy. Za cihelným pilířem pokračuje stodola fasádou z kamenného zdiva.